# Kenneth Muir Mackenzie (1er baron Muir Mackenzie)
Kenneth Augustus Muir Mackenzie (29 juin 1845-22 mai 1930) est un avocat britannique, fonctionnaire et homme politique travailliste.

## Jeunesse
Muir Mackenzie est un fils cadet de John Muir Mackenzie, 2e baronnet, et de Sophia Matilda, fille de James Raymond Johnstone, d'Alva, Clackmannanshire. Il fait ses études à la Charterhouse School et au Balliol College d'Oxford. En 1873, il est admis au Barreau, Lincoln's Inn .

## Carrière
Muir Mackenzie est greffier de la Couronne à la chancellerie de 1885 à 1915 et secrétaire permanent du Lord grand chancelier de 1890 à 1915. Il est nommé Conseiller de la reine en 1887 et Bencher de Inn Lincoln en 1891. Il est fait chevalier de l'Ordre du Bain en 1893, commandeur en 1898 et grand-croix en 1911 et en 1915 il est élevé à la pairie comme baron Muir Mackenzie, de Delvine dans le comté de Perth. En février 1924, Muir Mackenzie, alors âgé de 78 ans, est nommé Lord-in-waiting (whip du gouvernement à la Chambre des lords) par le premier ministre Ramsay MacDonald, chef du tout premier gouvernement travailliste et est admis au Conseil privé la même année. Il occupe ce poste jusqu'à la chute du gouvernement en novembre 1924 et à nouveau de 1929 à 1930.

## Famille
Lord Muir-Mackenzie épouse Amelia, fille de William Graham (1817-1885) (en), député, en 1874. Ils ont un fils et trois filles. Sa femme est décédée en 1900 et son fils unique William en 1901, âgé de 25 ans et célibataire. Muir-Mackenzie est décédé chez lui à Cumberland Terrace, Regent's Park, Londres, en mai 1930, à l'âge de 84 ans, et est incinéré au Golders Green Crematorium. Comme il n'a aucun descendant masculin, la baronnie s'éteint à sa mort.